# テオ・ボス
テオ・ボス（Theo Bos、1983年8月22日 - ）は、オランダ、ヘルダーラント州ヒルデン出身の自転車競技選手である。日本の競輪には、短期登録選手制度で出場。

## 戦績

### 2004年まで
2001年
- アメリカのトレクスラータウンで開催されたジュニア世界選手権自転車競技大会の1Kmタイムトライアルで優勝。

2004年
- メルボルンで開催されたトラックレース世界選手権
  - スプリント 優勝。
  - 1Kmタイムトライアル 3位
- アテネオリンピック
  - スプリントでは、決勝でライアン・ベイリー（オーストラリア）に1-2で敗れ銀メダル。
  - ケイリンでは準決勝敗退
  - 実兄であるヤン・ボス、テーン・ムルダーとともにチームスプリントにも出場。しかし本選1回戦で日本（長塚智広・伏見俊昭・井上昌己）に敗れた。

### 2005年
- ロサンゼルスで開催されたトラックレース世界選手権
  - 前年優勝しているスプリントには参加せず、アテネオリンピックの1Kmタイムトライアルで優勝した、クリス・ホイ（イギリス）を破ることに主眼を置き、見事ホイらを破って優勝。

当初ボスは、この種目とスプリント、そして、チームスプリントの3種目において、2008年に開催される北京オリンピックでの金メダルを目標にするはずであった。しかしその後、オリンピックの自転車競技種目として、北京オリンピックからBMXを新たに追加する代わりに、1Kmタイムトライアルを除外することが国際オリンピック委員会総会で決まったことから、北京オリンピックを目指すためには1Kmタイムトライアルではなく、ケイリンに切り替える必要性に迫られた（ちなみにこの決定を聞いたボスは、「正気の沙汰か！」と激怒したという）。

### 2006年
- ボルドーで開催されたトラックレース世界選手権。
  - ケイリン決勝において、残りあと2周の時点でスパートをかけるや、他選手が全くついていけず、何とゴール手前10メートル付近において両手を広げて勝利のポーズを見せるという圧勝ぶり。
  - 2年ぶりに参加した同大会のスプリントでも、200Mフライングタイムトライアルはもちろんトップタイムであったばかりか、本選においても他選手に一度として先取されることがないという完璧な成績で優勝。同大会がプロ・アマオープンとなってから、史上4人目となるスプリント・ケイリン両種目制覇を成し遂げた。

また、同年12月に行われた、ワールドカップ第2戦のモスクワ大会において、200Mフライングタイムトライアルの世界記録更新に挑戦。従来記録はカート・ハーネット（カナダ）が記録した9.865秒であったが、ボスはスプリント予選ではこの記録を更新できなかったことから、主催者に改めて世界記録更新のために挑戦させてほしいと懇願。すると、9.772秒をマーク。11年ぶりに同種目の世界記録が更新された。
2006年度のオランダ スポーツマンオブザイヤーも受賞。

### 2007年
ワールドカップ第4戦のスプリントで落車したことが影響し、本調子を欠いたまま世界選手権へと出場することになった。
- スペイン・マジョルカ島で行われたトラックレース世界選手権。
  - ケイリンでは敗者復活戦回りになったばかりか、イギリスのクリス・ホイに準決勝、決勝ともに逃げ切りを許す。だが、決勝ではあと数十メートルあればホイを交わしていたと思われるほどの勢いのある走りを披露した。
  - スプリントでは予選1回戦で北津留翼を軽く一蹴するとその後は順当に勝ち続け、決勝ではフランスのグレゴリー・ボジェをストレートで下し、2年連続3回目の同種目制覇を果たした。

### 2008年
- 3月にマンチェスターで行われた世界自転車選手権で異変が。
  - チームスプリントでこそ銅メダルを獲得したものの、3連覇がかかった個人スプリントでは、準々決勝でクリス・ホイに2、3本目を取られて逆転負け。ケイリンでは予選4着、敗者復活2着に終わって準決勝進出すら逃してしまった。

その悪い流れが北京オリンピックにも影響を及ぼした。
- テーン・ムルダー、ティム・フェルトとのトリオで挑んだチームスプリントでは5位。
- ケイリンでも準決勝で前を走っていたカミル・クチィンスキーの転倒に乗り上げて落車してしまい、再レースになったものの棄権。
- 最も期待されたスプリントでも、予選の200mフライングタイムトライアルは9位にとどまり、また本選においても、準々決勝でミカエル・ブルガンにストレート負け（最終順位は7位）。結局、メダル獲得ゼロという信じられない結果に終わってしまった。

同年11月、2009年シーズンは、ラボバンク・コンチネンタルチームに在籍することが発表された。これにより、事実上、ロードレースへ転向することになった。

### 2009年
ツアー・オブ・ターキーにおける、ゴール直前における妨害行為のため、8月中旬から約1ヶ月間、国際自転車競技連合(UCI)から出場停止の処分を受ける。

### 2010年
- サーヴェロ・テストチームへ移籍。
- クラシカ・デ・アルメリア 優勝
- ブエルタ・ア・カスティーリャ・イ・レオン ポイント賞

### 2011年
- ラボバンクヘ移籍。
- 3年ぶりに出場したトラックレース世界選手権のマディソンで3位。
- ツール・ド・ライク 優勝
- オランダ・フード・ヴァリー・クラシック 優勝

### 2012年
- ドワルス・ドール・ドレンテ 優勝
- スヘルデプライス 3位
- エネコ・ツアー 区間1勝（第3）
- オランダ・フード・ヴァリー・クラシック 優勝
- メモリアル・リック・ファン・ステーンベルヘン 優勝

### 2015年
- MTN・クベカに移籍。トラックレースのオランダ選手権のタイムトライアル、個人追い抜きで優勝するなど、再びトラックレースの方で良い成績を納めるようになる。

### 2016年
- 世界選手権自転車競技大会トラックレースの1Kmタイムトライアルで銀メダルを獲得。
- トラックレースに専念するため、チームを退団。

### 2017年
- 世界選手権自転車競技大会トラックレースのチームスプリントで銀メダルを獲得。

## 国際競輪
日本の競輪においても、外国人自転車競技選手を招致し実施される国際競輪には積極的に参加していた。また、国際競輪に代わり2009年以降導入された短期登録選手制度となった以降も、2016年からコロナ禍で外国人選手の招聘を中断する前の2019年まで継続して参戦した。特に、武雄競輪場、四日市競輪場、別府競輪場ではバンクレコードを更新する活躍を見せ、うち2019年に記録した四日市と別府は2025年時点でもバンクレコード記録である。
| 年       | 出走数 | 勝利数 | 優勝回数 | 特記事項                                     |
| -------- | ------ | ------ | -------- | -------------------------------------------- |
| 03       | 16     | 3      | 0        | 19歳で初参加                                 |
| 05       | 14     | 9      | 2        |                                              |
| 06       | 12     | 7      | 1        |                                              |
| 07       | 16     | 10     | 4        | ワールドグランプリ優勝                       |
| 16       |        |        |          |                                              |
| 17       |        |        |          | 武雄競輪場バンクレコード更新（〜2025年まで） |
| 18       | 35     | 28     | 7        |                                              |
| 19       | 36     | 27     | 5        | 四日市競輪場、別府競輪場バンクレコード更新   |
| 通算成績 | 190    | 128    | 30       |                                              |

## テオ様
ハリウッドスター顔負けのルックスも手伝い、韓流スターにあやかり、当時テレビ東京系で放送されていた「ミラクルC」に出演した際、テオ様というニックネームを授かる。ひいてはそこから「『競輪選手』にテオ様という、格好良くて滅茶苦茶強い選手がいる」という話が広まり、女性週刊誌にまで登場したこともあり、日本でも大変ファンが多い選手として有名である。
また自国のオランダ国内でも大人気で、過去にアムステルダム、ロッテルダムの6日間レースに出場した際、観客から最も声援と喝采を浴びていたのはメインのマディソンに出場する選手たちではなく、「ゲスト参加」に過ぎないボスだった。

## 注記
1. ↑  http://www.wielerupdate.nl/nieuws/2008/11/24/theo-bos-volgend-jaar-bij-rabobank-continental_9496/
2. ↑  “バンクレコード更新（武雄競輪場）”. KEIRIN.JP.  JKA (2025年4月13日). 2025年4月14日閲覧。
3. ↑  “四日市競輪場バンクレコード更新（テオ・ボス選手　10秒5）”.   KEIRIN.JP (2019年8月21日). 2019年8月25日閲覧。
4. ↑  “別府競輪場バンクレコード更新！！”.   KEIRIN.JP (2019年9月20日). 2019年9月28日閲覧。